# NGC 2747
NGC 2747 ist eine spiralförmige Zwerggalaxie vom Hubble-Typ S im Sternbild Krebs auf der Ekliptik. Sie ist schätzungsweise 183 Millionen Lichtjahre von der Milchstraße entfernt und hat einen Durchmesser von etwa 20.000 Lichtjahren. 

Im selben Himmelsareal befinden sich u. a. die Galaxien NGC 2744, NGC 2749, NGC 2751, NGC 2752.
Das Objekt wurde am 29. März 1865 von Albert Marth entdeckt.